# SyncMate
SyncMate ist ein Shareware-Synchronisationstool von der Eltima Software. Es erlaubt die Synchronisation von Informationen zwischen Mac OS X und Android, mit anderen Macs, USB-Stick und mit dem Google-Konto (beide Richtungen). Mit dem SyncMate kann man auch eine Sicherheitskopie der Daten auf dem Online-Konto machen.
Es gibt zwei Editionen von SyncMate: Free und Expert. SyncMate Free Edition wird kostenlos zum Download und zur Verwendung angeboten. Die Expert Edition ist dagegen nicht kostenlos und mit zusätzlichen Features ausgestattet.
Ein Windows Mobile Gerät kann an den Mac per USB oder WLAN angeschlossen werden. Die Synchronisation von Nokia ist per Bluetooth, die Synchronisation von Mac mit anderen Macs ist über Ethernet möglich.

## SyncMate Free Edition
Die Free Edition von SyncMate synchronisiert Kontakte und iCal zwischen dem Mac und unterstützten Geräten / Konten. Man kann auch eine Sicherheitskopie der Daten auf dem Online-Speicher machen (50 MB); die Dauer der Verwendung vom Backup-Speicher beträgt 1000 Jahre. Folgende Plugins sind vorhanden: Info zum Gerät, SMS Leser, Internet Sharing und Tätigkeitsprotokolle.

## SyncMate Expert Edition
SyncMate Expert ist eine Shareware (man kann einen Upgrade von SyncMate Free machen) und hat alle Features der Free Edition und zusätzlich die Synchronisation von iPhoto, iTunes, Ordnern, Lesezeichen Safari, Aufgaben.
Folgende Plugins sind vorhanden: SMS Manager, Liste der Anwendungen, Anrufgeschichte und Mount Disc (erlaubt Montierung von einem Gerät als zusätzlichen Volumen).